# Puma concolor puma
El puma austral, puma chileno, puma del sur de América del Sur o león de montaña (Puma concolor puma) es la más austral de las subespecies en que se divide la especie de Puma concolor, denominado comúnmente «puma»,  «pangui» o «león americano». Este se encuentra en toda la cordillera de Los Andes y en las costas chilenas del pacífico, además han sido vistos en plena ciudad como Santiago (las condes, lo barnechea), Concepción (bosque Universidad de Concepción), Chillán región de ñuble y sus alrededores (Quilmo, Rucapequén, Quillón, Bulnes, costas de Cobquecura, etc), y Valdivia (toda la zona).

## Distribución y hábitat

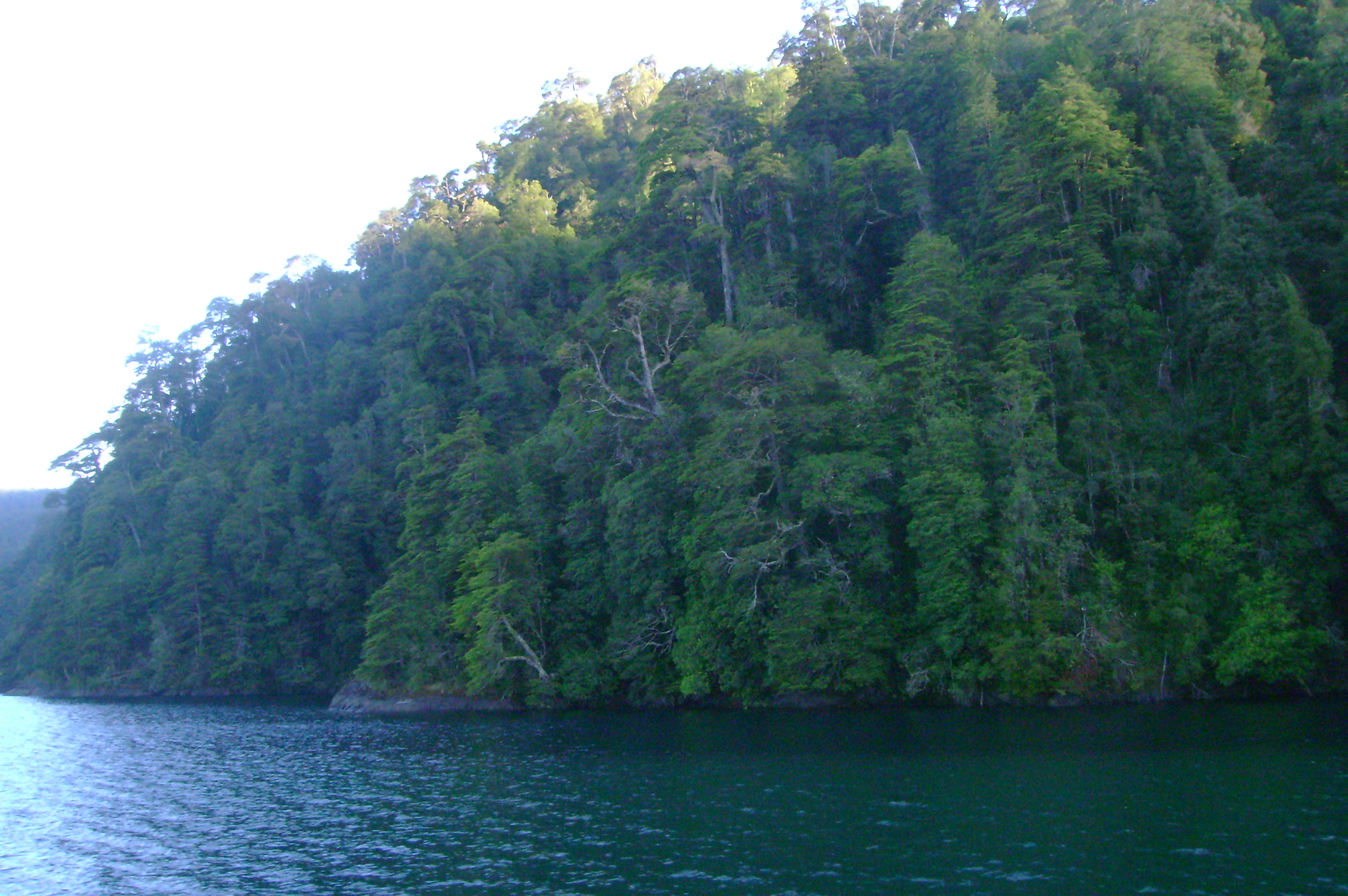
Bosques de coihues (provincia fitogeográfica subantártica) en el lago Pirihueico, sur de Chile; uno de los hábitat de esta subespecie.

Esta subespecie, si bien fue exterminada en buena parte de su área de distribución original, aún ocupa un dilatado territorio que va desde Coquimbo (30.ºS) en Chile, y el sur de la Argentina, hasta el Estrecho de Magallanes, siendo la subespecie de puma más austral, y la que soporta temperaturas más frías de entre las subespecies de América del Sur.

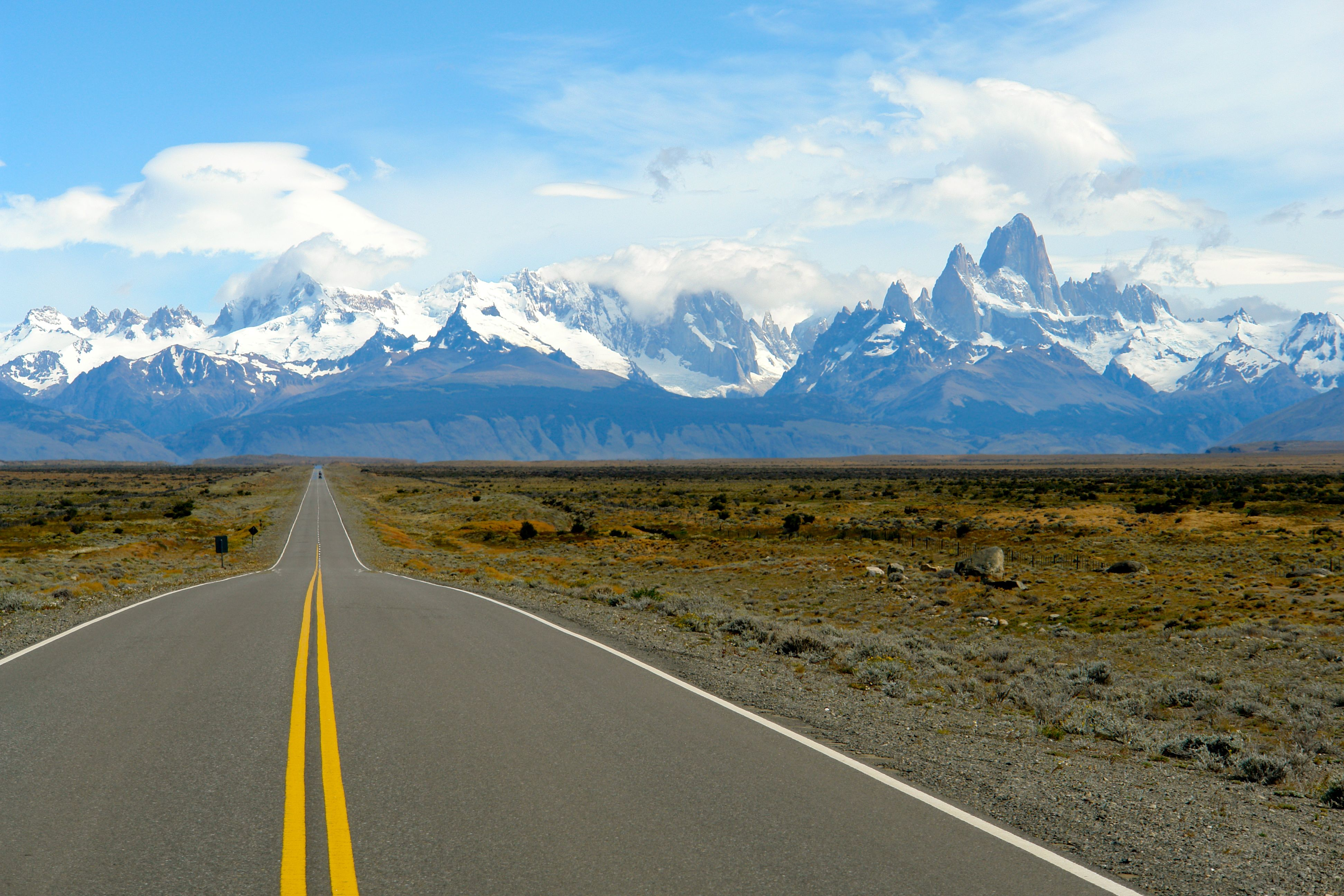
Estepas arbustivas de la provincia fitogeográfica patagónica cerca de El Chaltén; uno de los hábitat de esta subespecie.

Hacia el norte se encuentran las poblaciones de la subespecie conocida como puma del norte de América del Sur (Puma concolor concolor), con las cuales contacta en el norte de Chile. Hacia el este y nordeste se encuentran las poblaciones de la subespecie conocida como puma argentino (Puma concolor cabrerae), con las cuales contacta en el oeste de la Argentina y el norte de la Patagonia argentina.

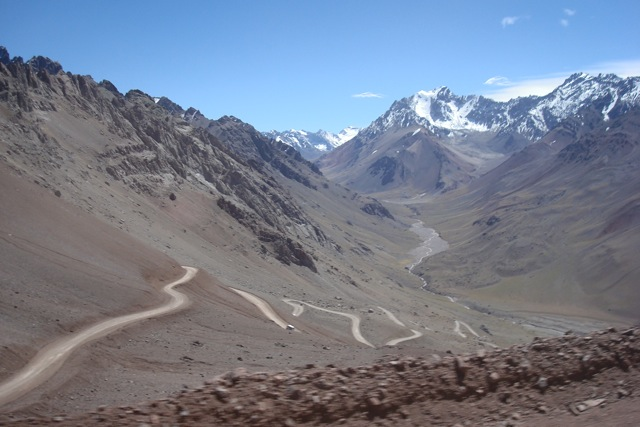
Estepas del distrito fitogeográfico altoandino cuyano de la provincia fitogeográfica altoandina, en el Paso del Cristo Redentor; uno de los hábitat de esta subespecie.

Posee alta capacidad de adaptación a casi todo tipo de hábitats, tanto en tierras bajas como montañosas, y desde desiertos hasta cualquier formación forestal, aunque prefiere las zonas con vegetación densa, pero también puede vivir con poca vegetación en zonas abiertas. Sus hábitats preferidos son sierras, quebradas rocosas, y bosques densos.
De cuerpo largo, con denso pelaje de color grisáceo oscuro o amarronado, con enorme cráneo y gran dentición. Habita las estepas del distrito fitogeográfico altoandino cuyano de la Provincia fitogeográfica altoandina, en ambas laderas andinas y regiones serranas próximas. En Chile se la citaba desde Coquimbo hasta Valdivia, aunque según otros autores habita desde el sur del Perú hasta los 38ºS en Chile. En la Argentina se la cita para la cordillera de los Andes desde el norte hasta la precordillera de San Juan y de Mendoza, y según otros desde Catamarca hasta San Juan.

## Características
Esta subespecie es muy variable en longitud y peso en relación con la distribución. Por ejemplo, en los pumas de la zona centro-sur de Chile generalmente su peso ronda de 40 a 70 kg, y su longitud total es de aproximadamente 150 cm; en cambio, los que habitan las estepas de las regiones de Aysén y Magallanes han llegado a los 120 kg de peso y con longitud total de 2.7 metros, convirtiéndolo probablemente en la subespecie de mayor tamaño en Sudamérica.

## Territorio

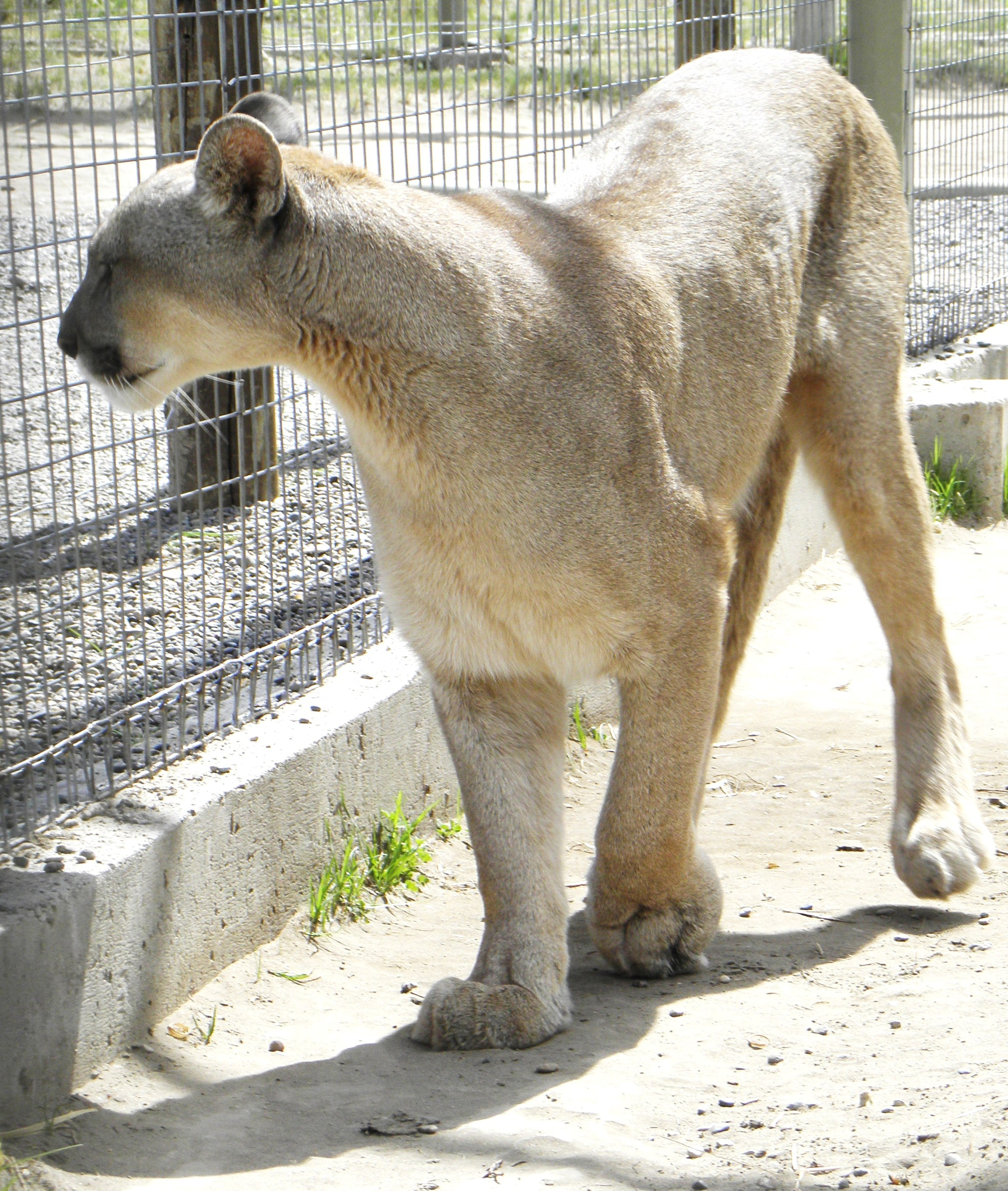
Puma concolor puma.

Es poco lo que se sabe sobre las densidades y territorios que ocupan los ejemplares de esta subespecie. Las investigaciones se concentran en áreas protegidas, en especial en el Parque nacional Torres del Paine. En razón de la adecuada protección, es el sitio donde se estiman las mayores densidades, las que son de un ejemplar cada 1000 ha.

### Dieta
Se alimentan principalmente de mamíferos y en ocasiones llega a atacar al ganado doméstico. Prefieren habitar en lugares silvestres; excepcionalmente se acercan a núcleos urbanos. Ejemplares adultos, en especial los de edad avanzada, pueden llegar a tomar al ser humano como presa, especialmente niños, aunque generalmente prefieren emprender la huida ante la presencia de personas en su territorio.

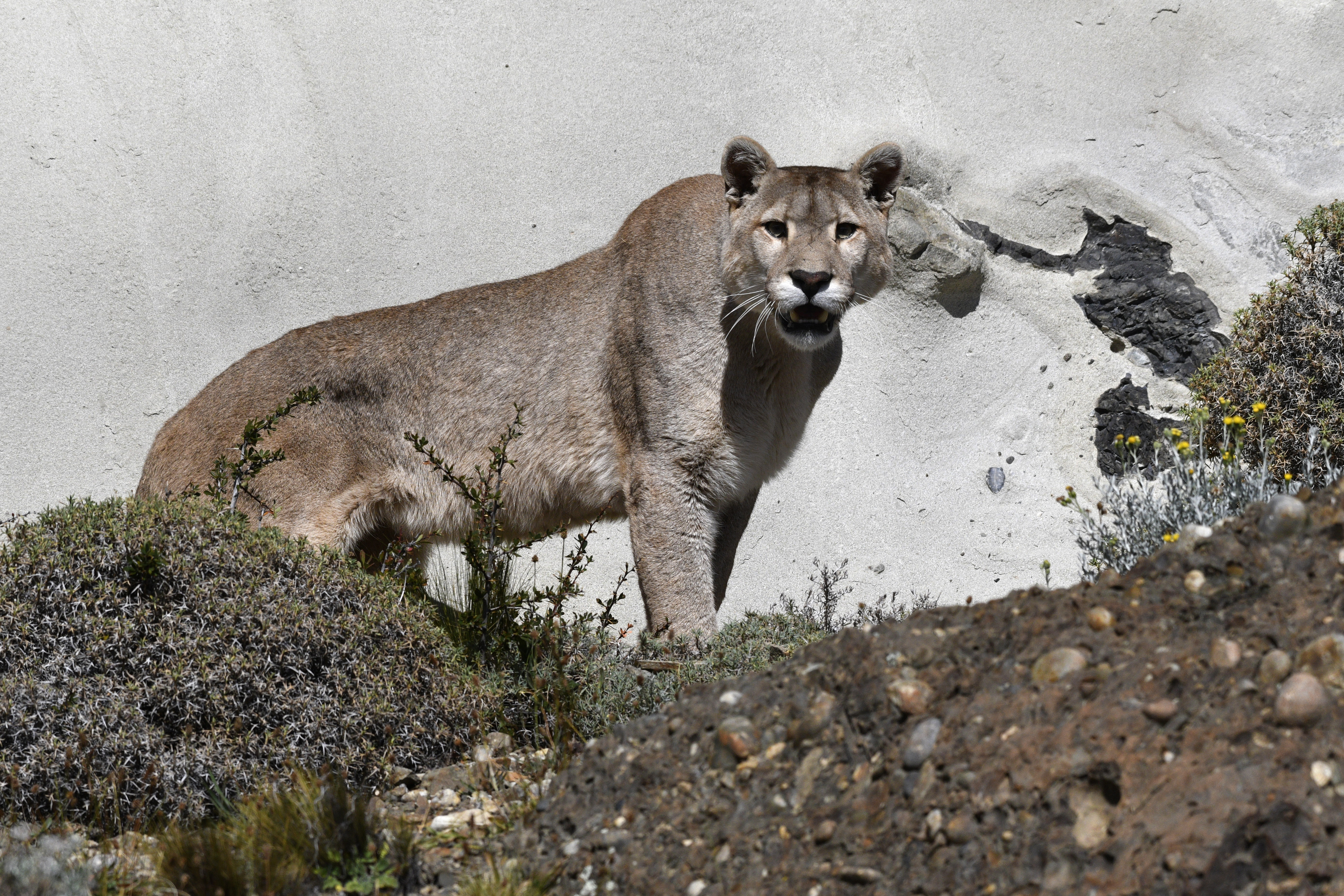
Un gran e imponente macho en el parque nacional Torres del Paine, Chile.

## Taxonomía

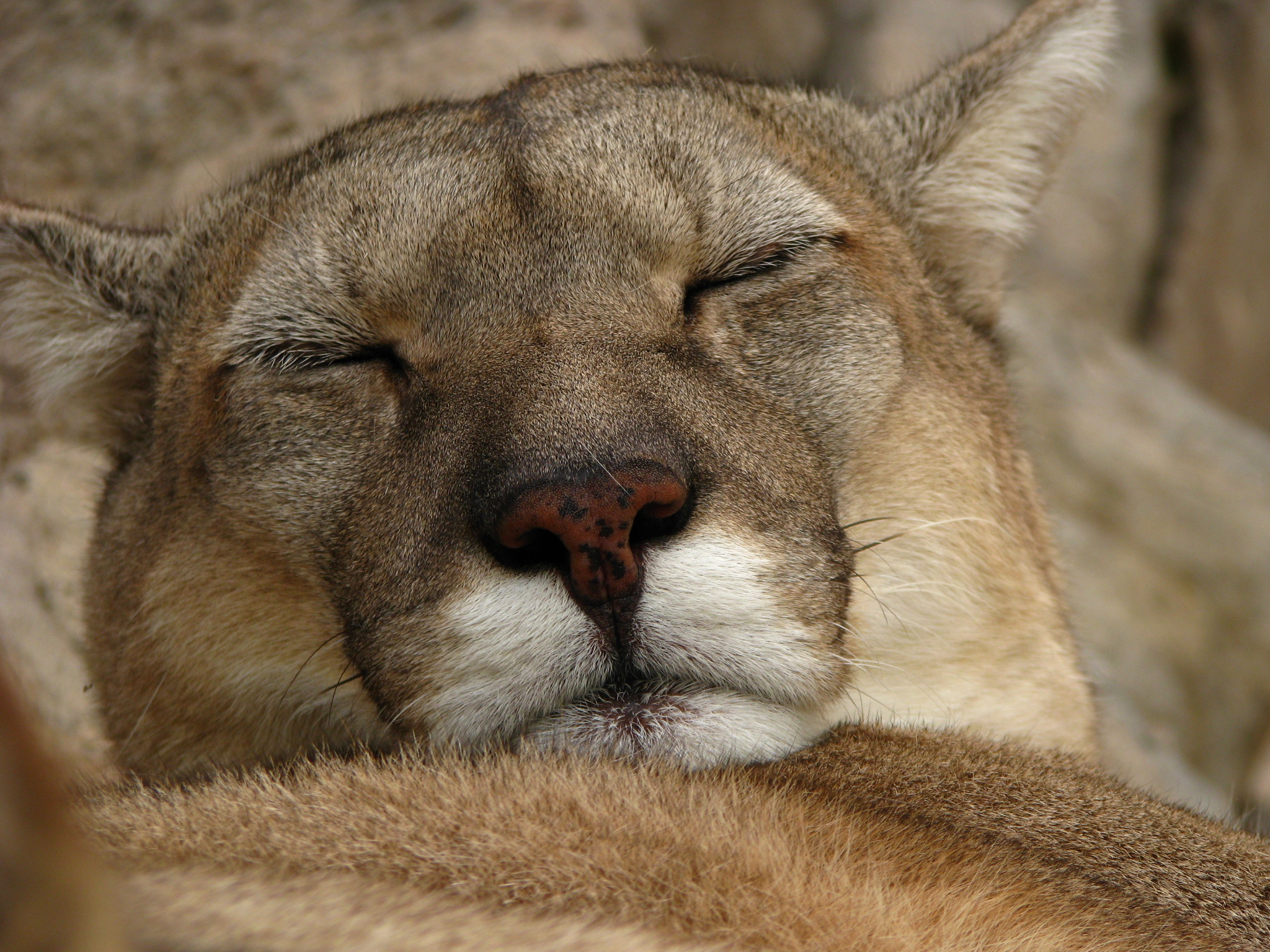
Cabeza de puma concolor puma, de pelaje color bayo, en el zoo de Mendoza, Argentina

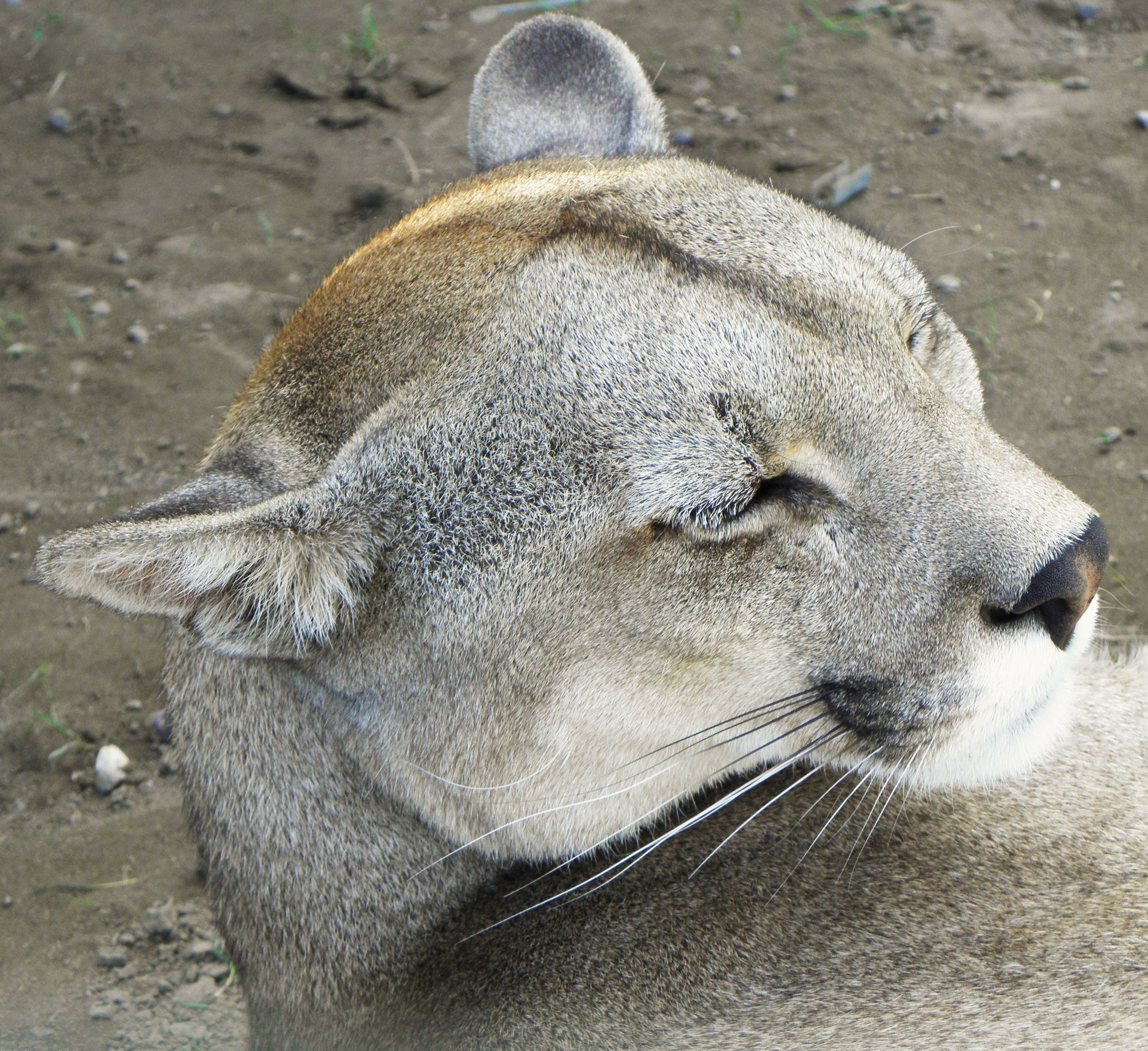
Puma concolor puma; detalle de la cabeza.

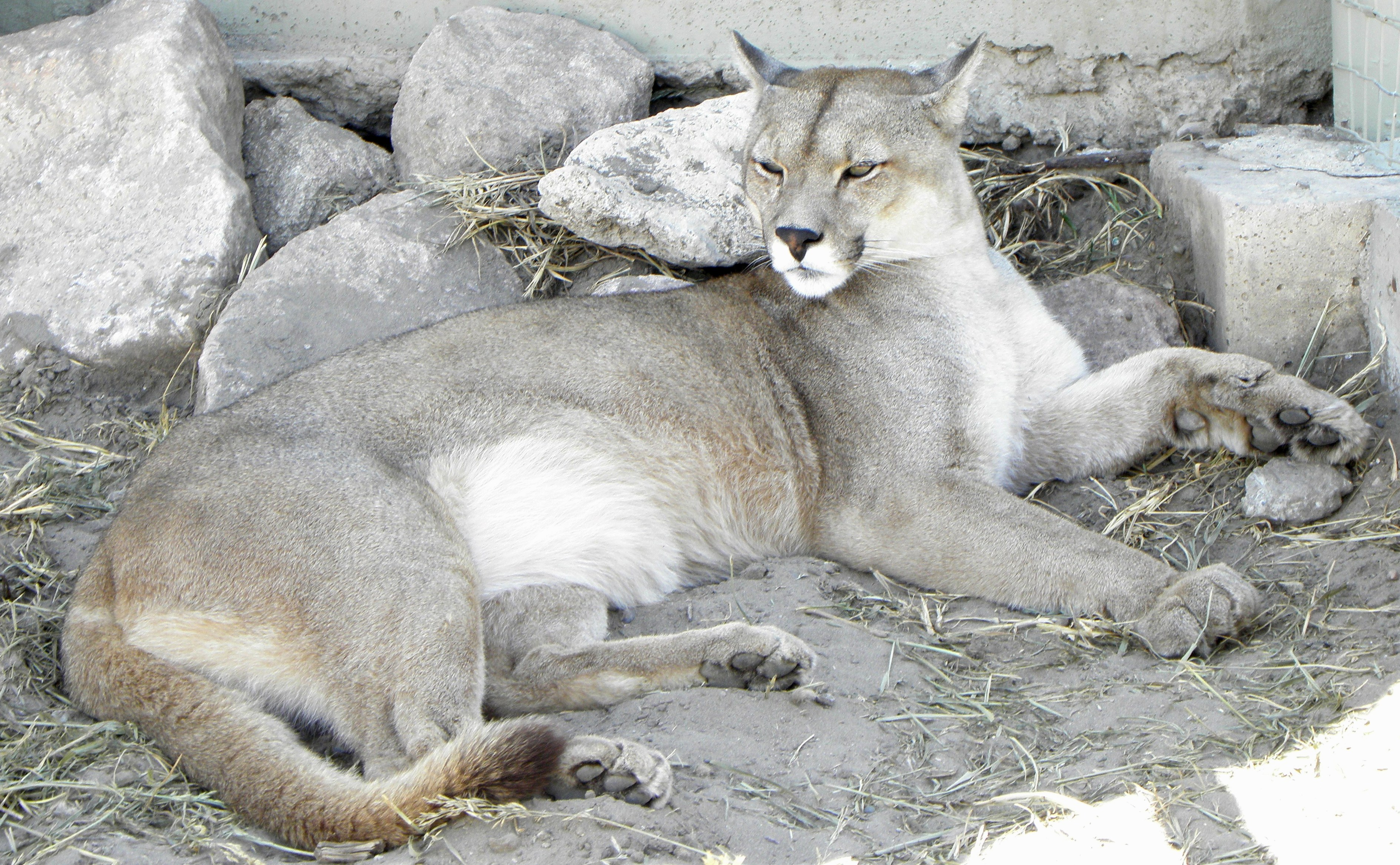
Puma concolor puma, pelaje en fase gris.

.La localidad tipo de Puma concolor puma asignada por Juan Ignacio Molina era: «Chile». Merriam la limitó a: «Santiago de Chile».
Hasta finales del siglo XX se habían registrado 32 subespecies de puma, sin embargo, un estudio genético de ADN mitocondrial mostró que muchas de ellas son demasiado similares como para ser reconocidas como taxones diferentes. Tras la investigación, la 3ª edición del «Mammal Species of the World» reconoce sólo 6 subespecies.
En el nuevo ordenamiento, bajo Puma concolor puma se incluyen ahora en su sinonimia otras subespecies que antes se daban como válidas, ellas son:
- Puma concolor araucanus (Osgood, 1943), o Puma concolor araucana, llamado «puma araucano»; identificado como de tamaño mediano, pelaje bayo oscuro, presentando una fase leonada que tiende a ser rojiza; habita los bosques y montañas de la provincia fitogeográfica subantártica. En Chile se la citaba en Malleco, Valdivia, y Llanquihue; en la Argentina en el sudoeste de Neuquén, el oeste de Río Negro, y el extremo noroeste de Chubut.[9] Su localidad tipo es: «Fundo Maitenuhue, sierra Nahuelbuta, oeste de Angol, Malleco, Chile».[7]

- Puma concolor concolor (Gay, 1847),
- Puma concolor patagonica (Merriam, 1901), es el «Puma de la Patagonia»; identificado como la subespecie de mayor tamaño, se distribuye en las áreas de estepa, boscosas y montañosas de la Patagonia chilena, desde Chaitén hasta la zona de Punta Arenas, y áreas adyacentes de la Patagonia argentina. Son posiblemente, en cuanto a tamaño medio, los ejemplares más grandes de América del Sur, siendo el parque nacional Torres del Paine uno de sus hábitats comunes. Su localidad tipo es: «Lago Pueyrredón (lado oriental), Santa Cruz, Argentina».[7]

- Puma concolor pearsoni (Thomas, 1901), es el «puma de la estepa patagónica»; posee una fase leonada y otra gris (la que tiende al pardo);[9] habita las estepas arbustivas de la provincia fitogeográfica patagónica. Se la citó desde el golfo San Matías y el sur del valle del río Negro en la Argentina, y desde Llanquihue en Chile hasta el Estrecho de Magallanes.[9] Su localidad tipo es: «Santa Cruz, a 70 millas (112 km) de la costa marina, en el sur de la Argentina».[7]

- Puma concolor puma (Trouessart, 1904), llamado «puma andino» o «puma chileno»; de tamaño mediano, y pelaje bayo oscuro.[9]

A partir de 2017, todas las subespecies sudamericanas se consideran sinónimos de Puma concolor concolor, por ende la población descrita en este artículo también.

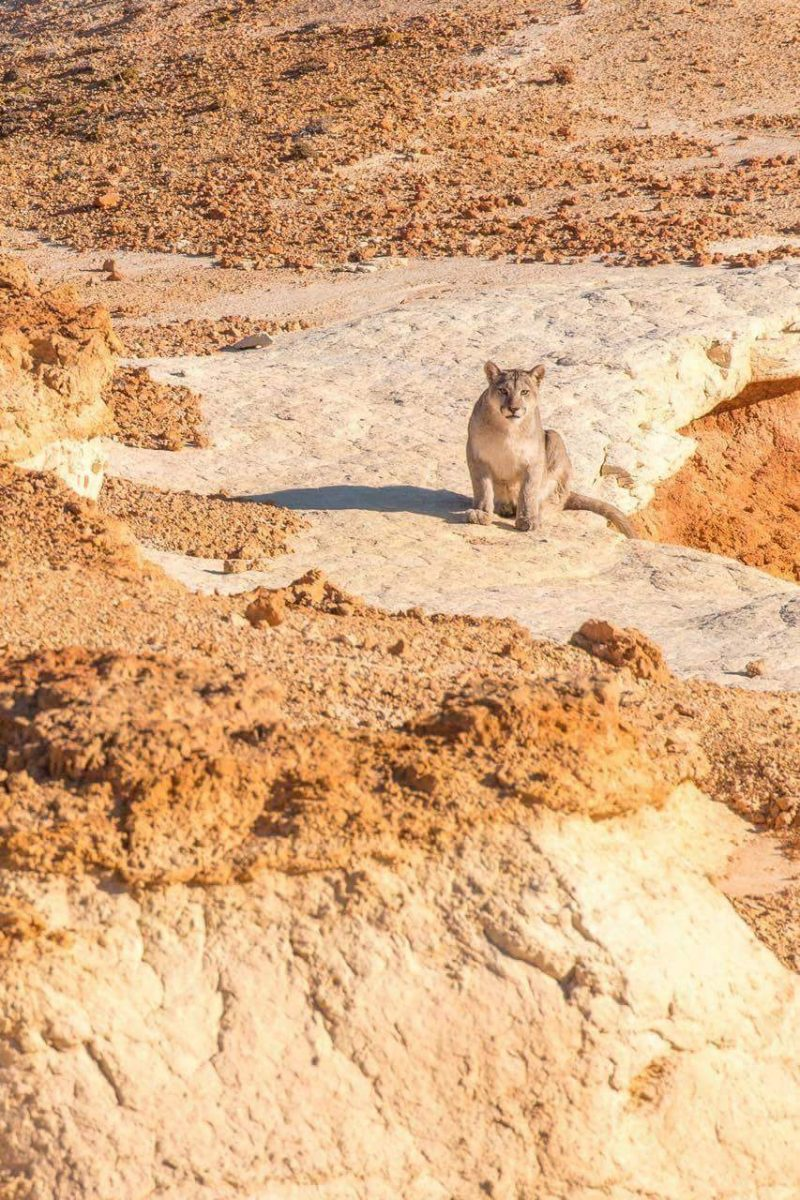
Puma de la población en cuestión, en Sierras Blancas, la provincia de Río Negro, Argentina.

## Estado de conservación

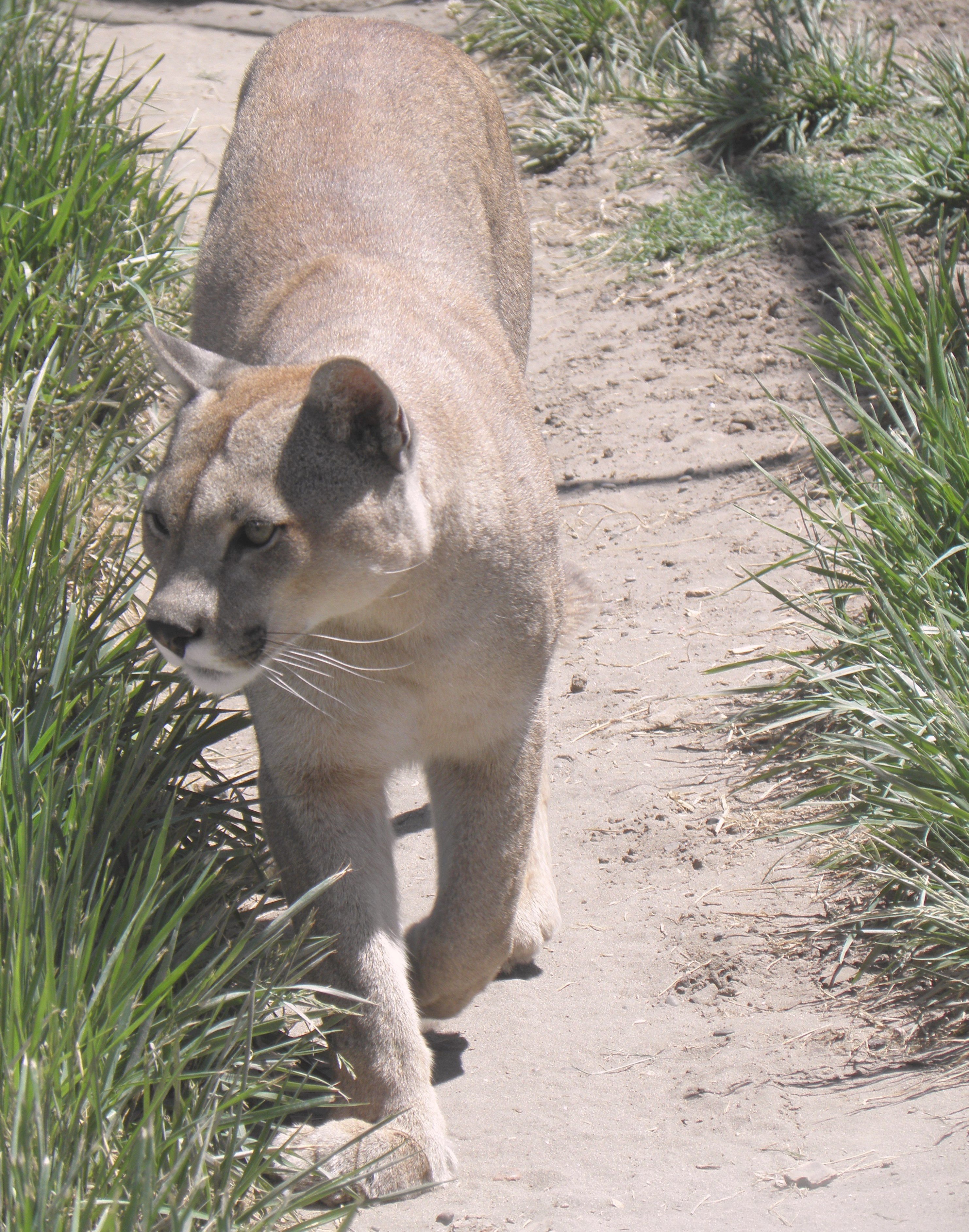
Puma concolor puma.

Las poblaciones de pumas pertenecientes a esta subespecie han sufrido una reducción de su geonemia, aunque todavía habitan en un amplio territorio, por lo que la UICN la categoriza como de «Preocupación menor», si bien algunos especialistas creen que sería mejor un cambio a la categoría de «Vulnerable».
A este taxón se lo considera «casi amenazado» en la Argentina.
En Chile, en 1987, el Simposio de Vertebrados Terrestres (Libro Rojo de CONAF) a esta subespecie la clasificó en la categoría «En Peligro» para la Región de Valparaíso y «Vulnerable» para el resto de su distribución en el país. 
En el Reglamento de la Ley de Caza, las poblaciones remanentes de esta subespecie ubicadas al norte de la Región del Maule son consideradas como «En Peligro», mientras que las situadas entre el río Biobío y el Estrecho de Magallanes se las clasifica como «Vulnerables».
Según IUCN la indica como con «Datos Insuficientes» («inadecuadamente conocida») para Chile.